# Formigny-la-Bataille
Formigny-la-Bataille es una comuna nueva francesa situada en el departamento de Calvados, de la región de Normandía.

## Historia
Fue creada el 1 de enero de 2017, en aplicación de una resolución del prefecto de Calvados de 8 de septiembre de 2016 con la unión de las comunas de Aignerville, Écrammeville, Formigny y Louvières, pasando a estar el ayuntamiento en la antigua comuna de Formigny.

## Demografía
| Gráfica de evolución demográfica de Formigny-la-Bataille entre 1800 y 2014 |
|                                                                            |

Los datos entre 1800 y 2013 son el resultado de sumar los parciales de las cuatro comunas que forman la nueva comuna de Formigny-la-Bataille, cuyos datos se han cogido de 1800 a 1999, para las comunas de Aignerville, Écrammeville, Formigny y Louvières de la página francesa EHESS/Cassini. Los demás datos se han cogido de la página del INSEE.

## Composición
| Comuna delegada | Código INSEE | Población (2013) | Superficie (km²) | Densidad (hab./km²) |
| --------------- | ------------ | ---------------- | ---------------- | ------------------- |
| Aignerville     | 14004        | 198              | 4.35             | 46                  |
| Écrammeville    | 14235        | 200              | 6.84             | 29                  |
| Formigny        | 14281        | 238              | 10.86            | 22                  |
| Louvières       | 14382        | 77               | 4.19             | 18                  |